# Витсге, Роб
Роберт Витсге (нидерл. Robert Witschge; род. 22 августа 1966, Амстердам) — нидерландский футболист, полузащитник. Известен по выступлениям за клубы «Аякс», «Фейеноорд» и сборную Нидерландов. Участник чемпионата Европы 1992 и чемпионата мира 1994 годов. Старший брат футболиста Рихарда Витсге.

## Клубная карьера
Роб воспитанник знаменитой академии амстердамского «Аякса». В 1985 году в возрасте 20 лет он дебютировал за клуб в Эредивизи. В 1987 году Витсге помог своему клуб выиграть Кубок Кубков. В «Аяксе» он провел четыре сезона дважды став обладателем Кубка Нидерландов. В 1989 году Роб принял приглашение французского «Сент-Этьена». В новом клубе несмотря на постоянное место в основе Витсге чувствовал себя неуютно и в 1990 году вернулся на родину, заключив контракт с «Фейеноордом». В новой команде он стал настоящим лидером. Витсге помог «Фейеноорду» трижды выиграть национальный кубок, а также чемпионат и Суперкубок Нидерландов. В 1996 году он перешёл в «Утрехт». В новой команде Роб провел два сезона и уехал на заработки в Саудовскую Аравию, подписав контракт с «Аль-Иттихад». С новым клубом Витсге выиграл чемпионат, кубок, а также стал обладателем Кубка кубков Азии и клубного кубка Персидского залива. В 1999 году он завершил карьеру.

## Международная карьера
4 января 1989 года в товарищеском матче против сборной Израиля Роб дебютировал за сборную Нидерландов. В 1992 году Витсге попал в заявку национальной команды на Чемпионат Европы в Швеции. На турнире он сыграл в матчах против сборных Шотландии, СССР, Дании, а в поединке против сборной Германии забил победный гол.
В 1994 году Висге принял участие в Чемпионате мира в США. На турнире он сыграл в матчах против сборных Марокко, Бельгии, Ирландии и Бразилии.

## Статистика

### Матчи Витсге за сборную Нидерландов
| Матчи Витсге за сборную Нидерландов | Матчи Витсге за сборную Нидерландов | Матчи Витсге за сборную Нидерландов | Матчи Витсге за сборную Нидерландов | Матчи Витсге за сборную Нидерландов | Матчи Витсге за сборную Нидерландов |
| ----------------------------------- | ----------------------------------- | ----------------------------------- | ----------------------------------- | ----------------------------------- | ----------------------------------- |
| №                                   | Дата                                | Соперник                            | Счёт                                | Голы Витсге                         | Соревнование                        |
| 1                                   | 4 января 1989                       | Израиль                             | 2:0                                 | —                                   | Товарищеский матч                   |
| 2                                   | 11 октября 1989                     | Уэльс                               | 2:1                                 | —                                   | Чемпионат мира 1990 (отбор)         |
| 3                                   | 15 ноября 1989                      | Финляндия                           | 3:0                                 | —                                   | Чемпионат мира 1990 (отбор)         |
| 4                                   | 25 марта 1992                       | Югославия                           | 2:0                                 | —                                   | Товарищеский матч                   |
| 5                                   | 27 мая 1992                         | Австрия                             | 3:2                                 | —                                   | Товарищеский матч                   |
| 6                                   | 30 мая 1992                         | Уэльс                               | 4:0                                 | —                                   | Товарищеский матч                   |
| 7                                   | 5 июня 1992                         | Франция                             | 1:1                                 | —                                   | Товарищеский матч                   |
| 8                                   | 12 июня 1992                        | Шотландия                           | 1:0                                 | —                                   | Чемпионат Европы 1992               |
| 9                                   | 15 июня 1992                        | СНГ                                 | 0:0                                 | —                                   | Чемпионат Европы 1992               |
| 10                                  | 18 июня 1992                        | Германия                            | 3:1                                 | 1                                   | Чемпионат Европы 1992               |
| 11                                  | 22 июня 1992                        | Дания                               | 2:2 (4:5 пен.)                      | —                                   | Чемпионат Европы 1992               |
| 12                                  | 9 сентября 1992                     | Италия                              | 2:3                                 | —                                   | Товарищеский матч                   |
| 13                                  | 23 сентября 1992                    | Норвегия                            | 1:2                                 | —                                   | Чемпионат мира 1994 (отбор)         |
| 14                                  | 14 октября 1992                     | Польша                              | 2:2                                 | —                                   | Чемпионат мира 1994 (отбор)         |
| 15                                  | 16 декабря 1992                     | Турция                              | 3:1                                 | —                                   | Чемпионат мира 1994 (отбор)         |
| 16                                  | 24 февраля 1993                     | Турция                              | 3:1                                 | 2                                   | Чемпионат мира 1994 (отбор)         |
| 17                                  | 24 марта 1993                       | Сан-Марино                          | 6:0                                 | —                                   | Чемпионат мира 1994 (отбор)         |
| 18                                  | 28 апреля 1993                      | Англия                              | 2:2                                 | —                                   | Чемпионат мира 1994 (отбор)         |
| 19                                  | 23 марта 1994                       | Шотландия                           | 1:0                                 | —                                   | Товарищеский матч                   |
| 20                                  | 27 мая 1994                         | Шотландия                           | 3:1                                 | —                                   | Товарищеский матч                   |
| 21                                  | 1 июня 1994                         | Венгрия                             | 7:1                                 | —                                   | Товарищеский матч                   |
| 22                                  | 12 июня 1994                        | Канада                              | 3:0                                 | —                                   | Товарищеский матч                   |
| 23                                  | 25 июня 1994                        | Бельгия                             | 0:1                                 | —                                   | Чемпионат мира 1994                 |
| 24                                  | 29 июня 1994                        | Марокко                             | 2:1                                 | —                                   | Чемпионат мира 1994                 |
| 25                                  | 4 июля 1994                         | Ирландия                            | 2:0                                 | —                                   | Чемпионат мира 1994                 |
| 26                                  | 9 июля 1994                         | Бразилия                            | 2:3                                 | —                                   | Чемпионат мира 1994                 |
| 27                                  | 7 сентября 1994                     | Люксембург                          | 4:0                                 | —                                   | Чемпионат Европы 1996 (отбор)       |
| 28                                  | 12 октября 1994                     | Норвегия                            | 1:1                                 | —                                   | Чемпионат Европы 1996 (отбор)       |
| 29                                  | 16 ноября 1994                      | Чехия                               | 0:0                                 | —                                   | Чемпионат Европы 1996 (отбор)       |
| 30                                  | 22 февраля 1995                     | Португалия                          | 0:1                                 | —                                   | Товарищеский матч                   |

Итого: 30 матчей / 3 гола; 18 побед, 6 ничьих, 6 поражений.

## Достижения
Командные
«Аякс»
- Обладатель Кубок обладателей кубков УЕФА — 1986/1987
- Обладатель Кубка Нидерландов (2): 1985/1986, 1986/1987

«Фейеноорд»
- Чемпионат Нидерландов по футболу — 1992/1993
- Обладатель Кубка Нидерландов (3) 1992, 1994, 1995
- Обладатель Суперкубка Нидерландов — 1991

«Аль-Иттихад»
- Чемпионат Саудовской Аравии по футболу — 1998/99
- Обладатель Кубка Саудовской Аравии — 1998/1999
- Обладатель Кубка обладателей кубков Азии — 1998/1999
- Обладатель Клубного кубка чемпионов Персидского залива — 1999